# Łapy (ville)
Pour les articles homonymes, voir Łapy.
Łapy est une ville polonaise de la voïvodie de Podlachie et du powiat de Białystok. La ville est le siège de la gmina de Łapy ; elle s'étend sur 12,14 km2 et comptait 16 049 habitants en 2010.